# Вади-Каам
Вади-Каам (араб. وادي كعام‎) — небольшая река (вади) в Ливии, в Триполитании. Берёт исток в вади Таргалат. Впадает в бухту Марса-Угра Средиземного моря. Устье реки находится в муниципалитете Эль-Маргаб к северо-западу от города Злитен и залива Сидра и к юго-востоку от города Хомс.
В древности называлась Кинип (Киниф, лат. Cinyps, др.-греч. Κίνυψ). По одной из версий мифа, потопив корабли, по пути из-под Трои в Ливию прибыл Гуней и поселился на реке Кинип. Эту местность Геродот характеризует как влажную и плодородную в отличие от остальной Ливии, а о реке говорит, что она берёт начало у лесистого так называемого холма Харит, который находится в 200 стадиях от моря. У Ликофрона Гуней добирается до берегов Ливии, до этих влажных краев, но гибнет в прибрежных водах.
Около 515 или 514 года до н. э. спартанский царевич Дорией, в союзе с Киреной, основал колонию на реке Кинип. При этом Дорией столкнулся с карфагенянами (которых поддержали местные племена — «маки и ливийцы»), которые вынудили его вернуться на Пелопоннес.
Археологи обнаружили греческий некрополь в Вади-Каам, который датируется III веком до н. э. Он состоит из ряда каменных урн в форме коробок с крышками в форме наклонной крыши, содержащих пепел и кости, а также различные типы керамики.
Акведук, построенный в 119—120 гг. н. э., снабжал водой из Кипипа термы Адриана в Лептис-Магна (127 г. н. э.).
В 1979 году была построена плотина Вади-Каам. Водохранилище используется для ирригации.